# Placa de Galápagos

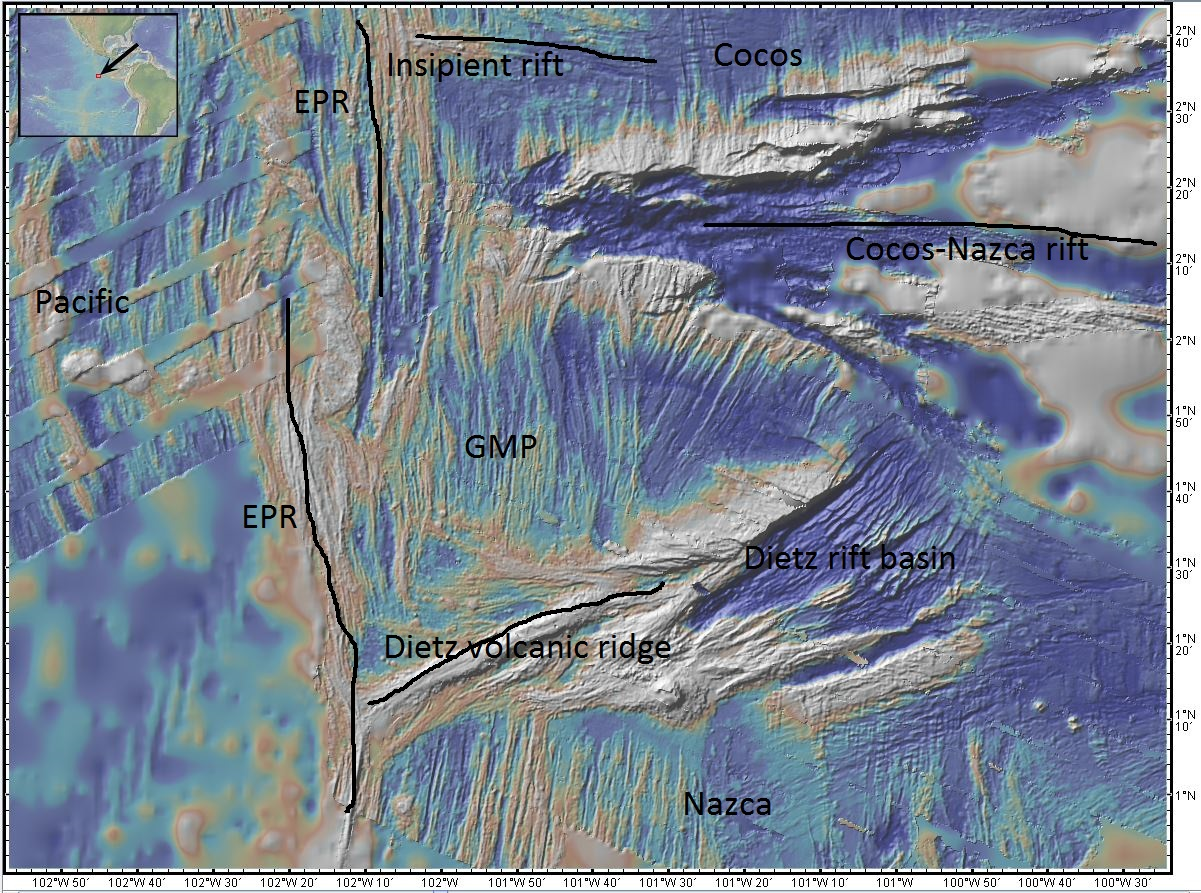
Mapa geològic mostrant la zona

la placa de Galápagos és una característica geològica de l'escorça oceànica localitzada a 1°50' N, mar endins de la costa de l'oest de Colòmbia. La Placa de Galápagos és sobre la triple cruïlla de Galápagos, el qual és una atípica triple cruïlla de dorsals oceàniques. A la triple cruïlla de Galápagos, es troben les plaques Pacífica, de Cocos, i Nazca; formant dues micro-plaques contra-rotatives a l'encreuament del Cocos-Nazca, Pacífic-Cocos, i Pacífic-Nazca estenent la dorsal oceànica.

## Evolució geològica
Tota la Placa de Galápagos, que abasta una àrea de 13.000 km², es formà per acomodar els moviments de les tres grans plaques. Abans de la formació de la placa de Galápagos, la triple cruïlla de Galápagos era un convencional encreuament de dorsals oceàniques. La història de la microplaca es remunta a 1,4 milions d'anys, evidenciat per la traça de la triple cruïlla del sud a la placa pacífica que constitueix el marge sud de la placa de Galápagos. En aquell temps es començà a formar el marge sud de la microplaca per l'activitat d'un hotspot sota la dorsal del Pacífic Oriental. El hotspot derivà de la placa del Pacífic a la placa de Nazca fa uns 1,2 milions d'anys fa i es va començar a desenvolupar una cadena muntanyosa submarina a la placa de Nazca. A mesura que el hotspot seguia movent-se continuar emigrar, el trencament de la placa de Nazca es va desenvolupar al llarg del seu pas. Aquesta frontera ara s'anomena cresta volcànica Dietz, el qual s'estén al nord-est i creix a una velocitat de 39 mm/any. La cresta volcànica Dietz acaba al Dietz Deep Basin. Les muntanyes submarines han estat volcànicament actives amb erupcions en curs, continuant elevant la cresta volcànica Dietz.
La forma local de la dorsal del Pacífic Oriental ha variat amb el desenvolupament de la placa de Galápagos. Fa 1,5 milions d'anys, la dorsal del Pacífic Sud era convexa cap a l'oest. Amb el temps l'eix de la dorsal del Pacífic es redreçà i la triple cruïlla va començar a emigrar cap al sud.

## Estructura
La microplaca és dividida en dues regions entre el nord (microplaca nord de Galápagos) i el sud (placa de Galápagos). La microplaca de Galápagos és vorejada per la cresta volcànica Dietz a 1°10'N, al sud de la cresta volcànica de Cocos-Nazca., i la microplaca del nord de Galápagos és vorejada per la cresta volcànica Incipient a 2°40'N, al nord de la cresta volcànica Cocos-Nazca. La cresta Cocos-Nazca que es propaga i divergeix lentament cap a l’oest es talla entre les dues sub-plaques cap a la pujada del dorsal del Pacífic. No obstant això, la punta de la cresta Cocos-Nazca no compleix completament la dorsal del Pacífic i, de fet, la propagació cap a l'oest de la cresta volcànica Cocos-Nazca genera rifts transitoris secundaris per tensions de cisallament. La punta de la cresta volcànica de Cocos-Nazca ha mantingut una distància de 50 km de la dorsal del Pacífic Oriental i lleugerament mogut la seva posició a la part oriental de la microplaca a causa d'en el sentit de les agulles del rellotge rotació del la Placa de Galápagos.

## Microplaca sud de Galápagos
Recents estimacions del moviment de la microplaca poden ser imprecises ja que el conjunt de dades recollides és massa petit pel conjunt d'assumpcions dels càlculs basats en vectors. Aquests apunten que el pol rotacional calculat és a 1.4°S, 99.8°W, uns 400 km al sud-est del centre de la microplaca i 350 km de la seva frontera més propera. El moviment estimat és, en el sentit de les agulles del rellotge, de 6° per milió d'anys.

## Microplaca nord de Galápagos
La cresta volcànica Incipient, que té forma de falca, caracteritza el moviment sencer de la microplaca nord de Galápagos, com evidencien l'activitat magmàtica i els perfils d'anomalies magnètiques recents. L'extrem oriental de la cresta volcànica Incipient és es detecta tallant les tendències abissals nord-sud, i tant les dades batimètriques com les magnètiques han mostrat magmatisme recents al llarg d'aquest la cresta volcànica, donant suport a la idea que el punt de rotació, en el sentit contrari de les agulles del rellotge, és allí.